# Urrugne
Urrugne (baskisch Urruña) ist eine französische Gemeinde im Département Pyrénées-Atlantiques in der Region Nouvelle-Aquitaine mit 10.594 Einwohnern (Stand: 1. Januar 2022). Urrugne ist Teil des Arrondissements Bayonne und des Kantons Hendaye-Côte Basque-Sud. Die Einwohner heißen Urruñar.

## Geographie
Urrugne liegt in der baskischen historischen Provinz Labourd, an der spanischen Grenze und am Golf von Biskaya. Umgeben wird Urrugne von Ciboure im Nordosten, Ascain im Osten, Bera hinter der spanischen Grenze im Süden, Biriatou im Südwesten und Hendaye im Westen. 
Der Weg nach Bera führt über die Passstraße des Col d’Ibardin.
Durch die Gemeinde führen die Autoroute A63 von Bordeaux über Bayonne nach Donostia-San Sebastián in Spanien wie auch die frühere Route nationale 10. 
Zur Gemeinde gehören die Weiler und Ortschaften 
Antziola, Aizburu, Goyeiex, Herbarren, Herburu, Ibildotz, Kexiloa, La Place, Larrun, Legartze, Lezarritz, Manddale, Mendiondo, Mendi Xoko, Olheta, Serres, Subernoua und Unabaita.

## Sehenswürdigkeiten
- Kirche Saint-Vincent-de-Xaintes, errichtet im 11., mit erheblichen Änderungen im 17. Jahrhundert, seit 1925 Monument historique
- Kirchen Saint-François-Xavier und Saint-Jacques-le-Majeur
- Kapellen du Mont Calvaire und Saint-Michel-Garicoïts
- Château d’Urtubie, errichtet im 14., umgebaut im 16. bis 18. Jahrhundert, Monument historique seit 1974
- Villa Mendichka, errichtet 1911, Monument historique seit 1993

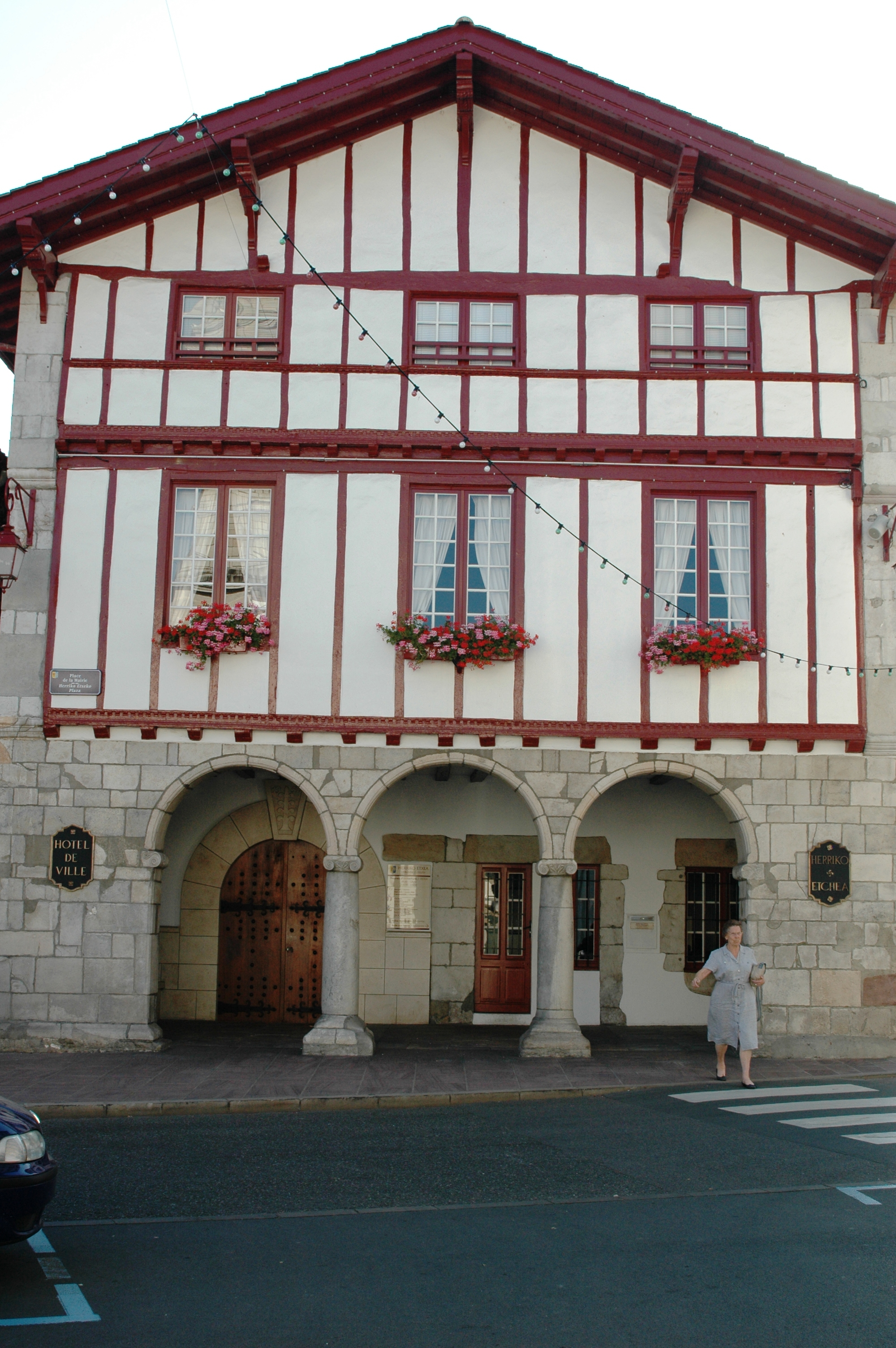
Rathaus (Hôtel de ville)

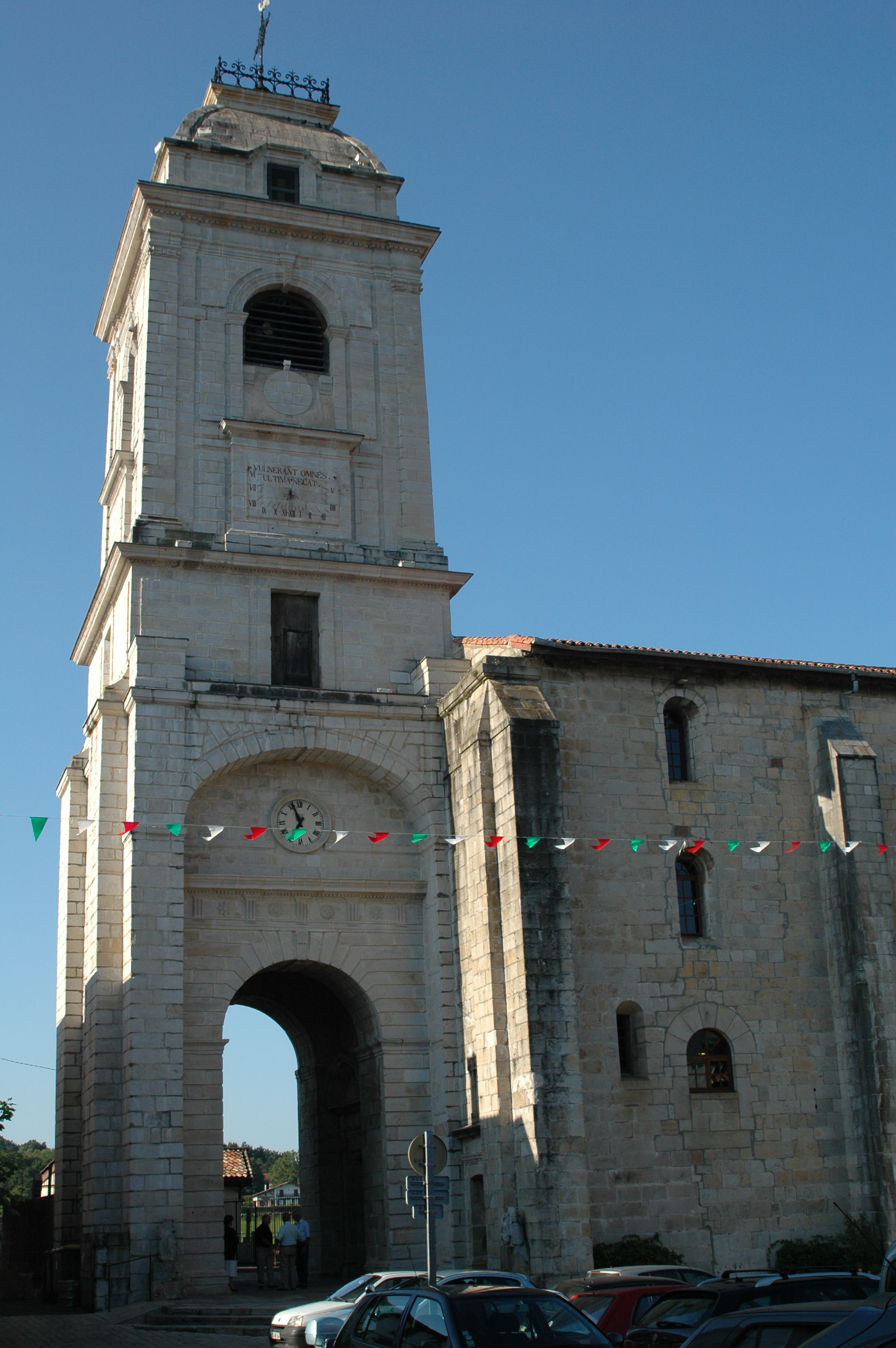
Kirche Saint-Vincent-de-Xaintes

## Persönlichkeiten
- Antoine Thomson d’Abbadie (1810–1897), Forschungsreisender

## Gemeindepartnerschaft
- Sulzbach am Main, Bayern, Deutschland, seit 1980